# Pina Bausch
Pour les articles homonymes, voir Bausch.
Œuvres principales
- Café Müller
- Palermo, Palermo
- Kontakthof

Philippina Bausch, connue sous le nom de Pina Bausch, née le 27 juillet 1940 à Solingen et morte le 30 juin 2009 à Wuppertal (district de Düsseldorf), est une danseuse et chorégraphe allemande.
Fondatrice de la compagnie Tanztheater Wuppertal, en résidence à Wuppertal, elle est considérée comme l'une des principales figures de la danse contemporaine et de la danse-théâtre.

## Biographie

### Enfance et formation

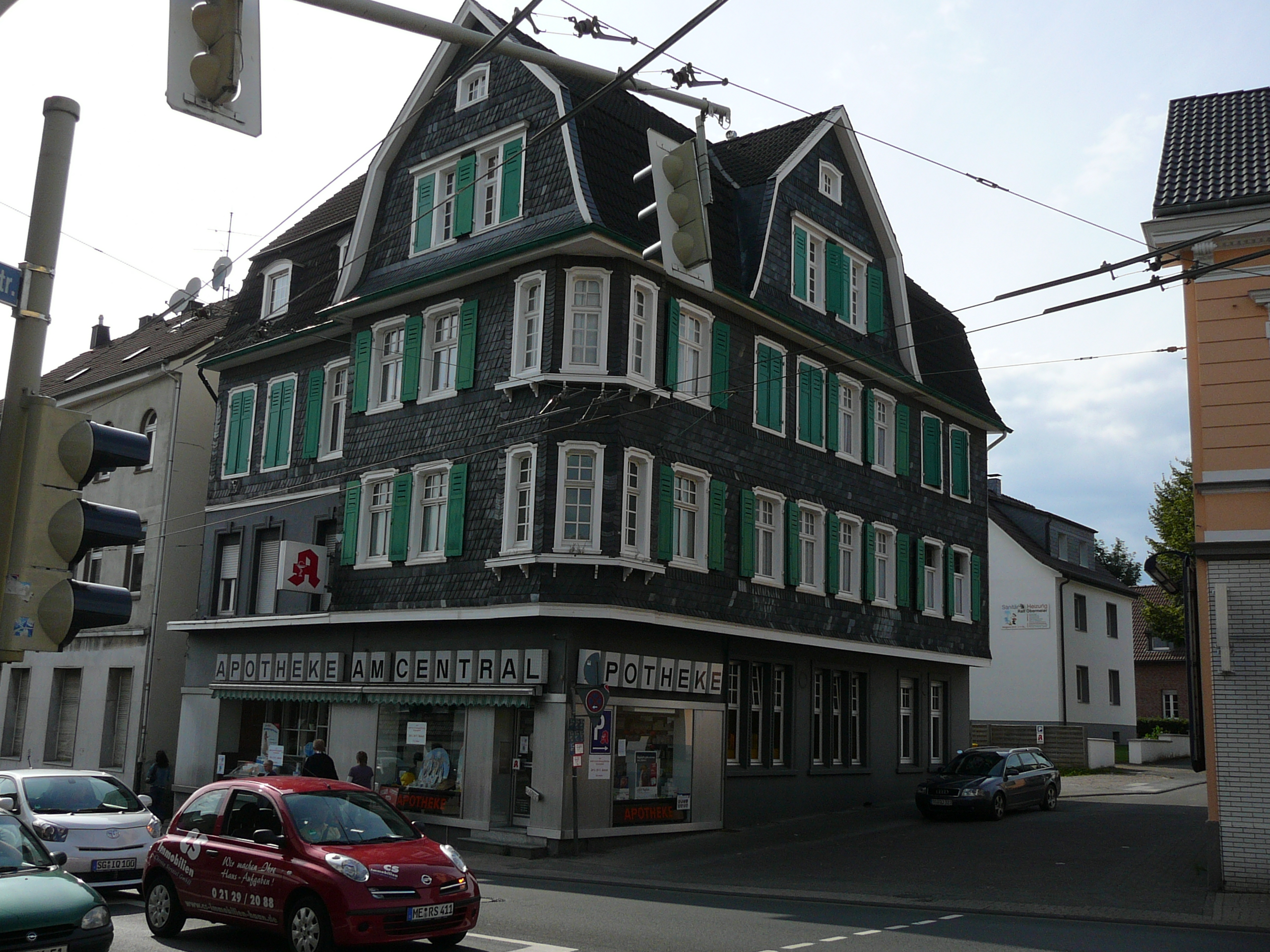
Le bar-hôtel (devenu une pharmacie) de Solingen où Pina Bausch a grandi.

Pina Bausch est la troisième enfant d'August et Anita Bausch, gérants d'hôtel à Solingen où elle est née. Elle décrit son enfance en soulignant qu'elle a « grandi dans un bistrot », où elle passait son temps sous les tables à observer les gens,, une activité qu'elle qualifie de « belle et captivante ». Déjà enfant elle prend des cours de danse et participe à de petits spectacles pour enfants et des opérettes.
Elle commence sa formation de danse à quinze ans à la Folkwang-Hochschule d'Essen, berceau de la danse-théâtre, dirigée par Kurt Jooss et influencée par Jean Cébron. En 1958, elle obtient son diplôme de danse de scène et pédagogie de la danse avec mention, ce qui lui vaut d'obtenir une bourse du DAAD (Office allemand d'échanges universitaires) pour partir étudier à la prestigieuse Juilliard School à New York. À 19 ans, elle part pour les États-Unis où elle poursuit ses études avec plusieurs chorégraphes, dont José Limón et Antony Tudor. Elle travaille ensuite comme soliste pour des chorégraphes américains, notamment Paul Taylor. Elle finit sa formation au sein de la Dance Company de Paul Sanasardo et Donya Feuer et en 1961, elle est embauchée par le Metropolitan Opera de New York et rejoint le New American Ballet.

### Début de carrière
En 1962, Pina Bausch repart en Allemagne, rappelée par Kurt Jooss. Elle devient soliste du Folkwang-Ballett et assiste de plus en plus souvent Jooss dans ses chorégraphies. Au sein de cette formation, elle participe à de nombreuses tournées. En 1967, elle travaille avec le danseur et chorégraphe Jean Cébron et se produit en 1968 au Festival de Salzbourg. À partir de 1968, elle se met à la chorégraphie et prend la suite de Jooss en 1969, à la tête du "Folkwang Ballet" au sein de la Folkwang-Hochschule d'Essen jusqu'en 1973. L'École est alors dirigée par Hans Züllig et c'est Pina qui en assurera la direction de 1983 à 1989.

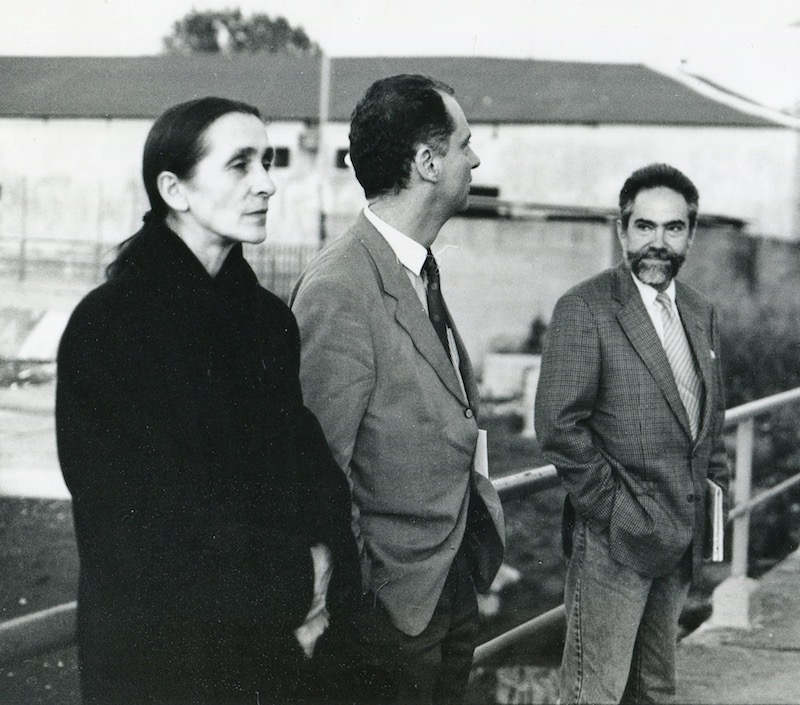
Pina Bausch avec Andrés Neumann et Matthias Schmiegelt en 1985.

Dès 1972, elle donne aussi des cours de danse moderne. Arno Wüstenhöfer, directeur du centre artistique Wuppertaler Bühnen, la convainc en 1973 de rejoindre la troupe et d'en assurer la direction en lui laissant une grande marge de manœuvre et en lui permettant d'engager des danseurs de la Folkwang-Hochschule. En 1972, elle rencontre Dominique Mercy aux États-Unis, et l'invite à rejoindre sa compagnie à Wuppertal en 1974, lui confiant alors les rôles principaux. Depuis, le centre artistique de la danse de Wuppertal porte son nom (Tanztheater Pina Bausch).

### Aux origines de la danse-théâtre
En 1976, lors d'une soirée consacrée à Bertolt Brecht et Kurt Weill (Sept péchés capitaux), Pina Bausch rompt définitivement avec les formes de danse conventionnelles en expérimentant de nouvelles formes de cet art. Elle introduit le concept de danse-théâtre ou Tanztheater sur la scène allemande et internationale, provoquant à ses débuts de nombreuses critiques. Marquée par le modèle musical et littéraire que proposent les textes de Brecht, elle développe alors une technique de collage de scène de danse et de chant dans un ordre vague. L'année suivante, Pina Bausch chorégraphie dans cet esprit Barbe Bleue à partir d'un enregistrement du Château de Barbe-Bleue (1977) de Béla Bartók, puis Komm tanz mit mir (1977) et Renate quitte le pays (1977).
Mais c'est la création de la pièce emblématique Café Müller en 1978 (repris au Festival Mondial du Théâtre de Nancy en mai 1980) qui sera à l'origine du succès et de la renommée de la chorégraphe de Wuppertal. En mai 1977, à l’invitation de Lew Bogdan (qui la découvre en juin 1976 lors d’un Festival de danse au Théâtre de Cologne avec notamment Iphigenie auf Tauris et Die sieben Todsünden), elle présente pour la première fois en France, au Festival Mondial du Théâtre de Nancy, Le Sacre du Printemps (musique de Stravinsky) et Les sept péchés capitaux (Kurt Weill et Bertolt Brecht). C’est ainsi, que le « Tanztheater », s’inscrit désormais dans le champ du théâtre d’avant-garde.En 1979, elle est invitée par Gérard Violette à la produire au Théâtre de la Ville à Paris qui dès lors sera une de ses scènes de prédilection, où elle a présenté plus de trente spectacles, dont de nombreuses créations mondiales,,.
Ce n'est qu'au début des années 1980, que les critiques parfois acerbes des œuvres de Bausch[réf. nécessaire] ont laissé place aux premiers signes de reconnaissance. La scène allemande du théâtre et de l'opéra est alors encore dominée par la danse classique et une méthode de travail strictement hiérarchique. C'est au début des années 1970 que des chorégraphes tels que Gerhard Bohner (1936-1992), Johann Kresnik (né en 1939) et Pina Bausch rompent avec les conventions et établissent progressivement la danse-théâtre comme un nouveau genre chorégraphique. L’une des caractéristiques centrales étant de se concentrer sur des sujets quotidiens en les incluant dans un contexte social.
En 1980, Pina Bausch est invitée pour la première fois au Berliner Theatertreffen pour son œuvre Arien. Elle connait également un succès croissant à l'étranger avec sa compagnie, le Tanztheater Wuppertal – qui devient le fleuron du ballet allemand, et une des compagnies allemandes les plus demandées au niveau international –, notamment au Festival d'Avignon avec Nelken (1982). Un an plus tard en 1984, elle reçoit le prix de la critique allemande pour « le développement de nouvelles normes esthétiques allant bien au-delà de la scène de la danse allemande »[réf. nécessaire]. Vers 1985, lorsque Pina Bausch occupe le poste de directeur artistique du département de danse du Folkwang Hochschule, sa compagnie est considérée comme « la représentante et la plus importante du ballet ouest-allemand à l'étranger »[réf. nécessaire].

### Reconnaissance internationale
Pina Bausch et son ensemble se sont dès lors produits à l'étranger, le Tanztheater Wuppertal étant en tournée deux à trois mois par an, notamment avec l'aide des Instituts Goethe. Lors des fréquents séjours longs à l'étranger qu'elle fait, Pina Bausch s'inspire de son environnement – et de ses danseurs venant tous de pays différents – et développe de nouvelles créations en collaboration avec des danseurs et chorégraphes locaux. Durant une quinzaine d'années, elle crée ainsi des œuvres inspirées des grandes villes ou des pays du monde où elle séjourne, invitée avec sa compagnie en résidence afin de s'imprégner de l'atmosphère des lieux : Budapest et la Hongrie (Wiesenland), Palerme et la Sicile (Palermo, Palermo), Istanbul et la Turquie (Néfes), Tokyo et le Japon (Ten Chi), Lisbonne (Masurca Fogo), Hong Kong (Le Laveur de vitres), Madrid (Tanzabend II), Rome (Viktor en 1986 puis O Dido en 1999), Los Angeles, et le Texas (Austin) (Nur du), Séoul et la Corée du Sud (Rough).
En octobre 1998, la créatrice a célébré le 25e anniversaire de son ensemble avec une rétrospective de ses pièces à succès au cours d'un grand festival de danse durant plusieurs semaines, réunissant 428 artistes de 31 pays. À l'occasion du 30e anniversaire du Tanztheater Wuppertal à l'automne 2004, des chorégraphies de Sasha Waltz, Akram Khan, Sidi Larbi Cherkaoui et Anne Teresa De Keersmaeker ont été montrées.
Pina Bausch meurt le 30 juin 2009 à l'âge de 68 ans, cinq jours après avoir appris qu'elle souffrait d'un cancer généralisé.

## Langage chorégraphique de Pina Bausch

### Théorie et style

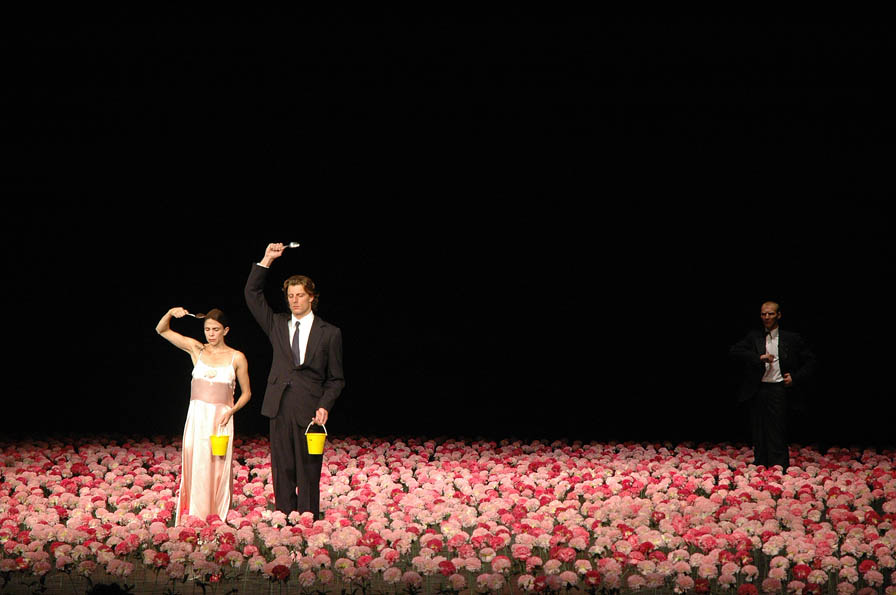
Nelken - Les Œillets (1982) de Pina Bausch en 2005.

Contrairement à ses contemporains, Pina Bausch travaille non pas par rapport à des formes à reproduire, des pas bien définis, mais par rapport à l'anatomie du corps de chacun, aux possibilités qui sont données ou non aux corps. Elle interroge ses danseurs pendant tout le processus de création et creuse la vie de chacun, leur passé, pour les faire danser. Elle dénonce les codes de la séduction, la solitude dans le couple et travaille sur la communication dans les rapports hommes-femmes : comme l'indique Alain Mons « avec Pina Bausch, le corps est traité essentiellement comme apparition, surgissement inattendu et sauvage. »
C'est une vision très pessimiste qui s'exprime par des petits gestes anodins répétés, ou par l'accumulation des danseurs sur scène. Souvent, dans ses spectacles, une femme reste impassible et engage une rupture ou une transition vers une autre scène. Les « rondes à la Pina Bausch » désignent ces petits gestes repris par les hommes ou les femmes ou les deux, une sorte de signature, même si elle les utilise moins en fin de carrière. Une autre marque est la fluidité qu'elle développe sur le haut du corps, induisant de grands mouvements de bras, la souplesse du buste, et des jeux récurrents avec les cheveux souvent très longs de ses danseuses. C'est un des exemples de langage ou de style par lesquels les chorégraphes ou les danseurs ont fait exister une autre danse.
Ses spectacles mêlent la parole et le jeu d'acteur à la danse, c'est pourquoi Pina Bausch a été très appréciée des gens de théâtre, peut-être avant ceux de la danse. Les critiques ont tout d'abord comparé son approche chorégraphique et scénique à l'opéra, au ballet, puis vers 1975-1976, le terme de « Tanztheater » (théâtre de danse) s'est imposé pour qualifier son travail. Dans Café Müller, elle a travaillé sur son passé de jeune fille dans le café de ses parents en Allemagne. La fluidité du haut du corps balloté entre en collision avec des changements de tonus. La danseuse reste imperturbable par rapport à ce qui se passe autour d'elle, elle suit sa ligne tracée. Les personnages se croisent, nos souvenirs personnels interfèrent, et de la scène se dégage l'émotion intense de la solitude.

### Scénographie

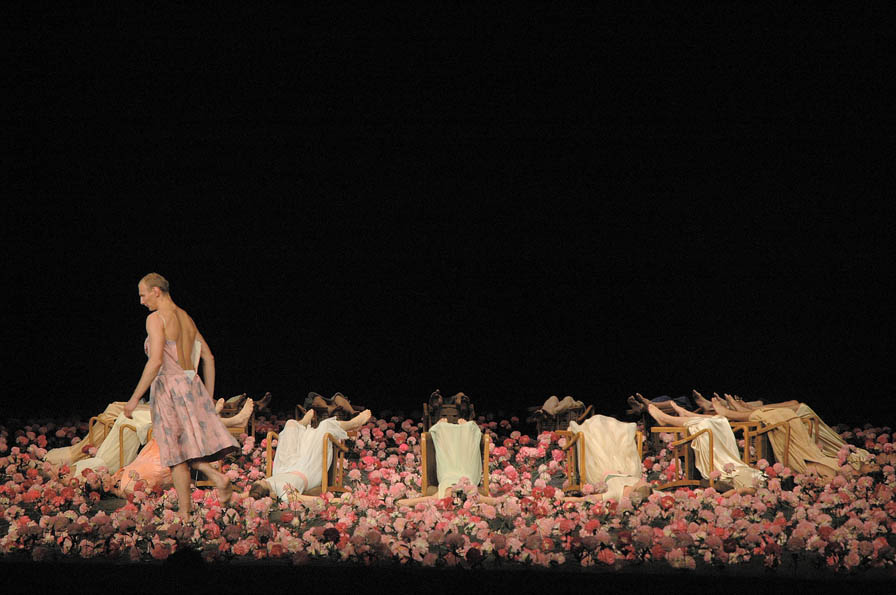
Nelken - Les Œillets (1982) de Pina Bausch en 2005.

Dans l’attention aux détails, ses chorégraphies organisées le plus généralement sous forme de petites scènes décrivent les émotions, notamment dans les rapports entre les hommes et les femmes, souvent teints d'érotisme léger. Un autre aspect central du travail de Pina Bausch réside dans une recherche scénographique très élaborée et généralement particulièrement spectaculaire (montagne de fleurs, champs d'œillets, parois végétales, bateau, rochers massifs, rivières et cataractes d'eau…) pour une salle de spectacles. Celui dont on peut dire qu’il a façonné l’esthétique du Tanztheater de Pina Bausch, c’était son compagnon et son « dramaturge de l’espace », Rolf Borzik. Ils se sont rencontrés à la Folkwang Hochschule à Essen où Rolf étudiait le graphisme et le design. Et c’est Rolf Borzik qui a conçu les décors et costumes des créations du Tanztheater de 1973 à 1980. Il meurt d’un cancer foudroyant en janvier 1980, à l’âge de 35 ans. Rolf était non seulement son inspirateur pour l'esthétique de ses spectacles, mais il assistait à toutes les répétitions et était aussi son conseiller le plus proche. C'était un couple absolument fusionnel dans l'élaboration et les accouchements parfois difficiles des spectacles du Tanztheater. À partir de1980 c'est Peter Pabst, auparavant scénographe au Schauspielhaus de Bochum, qui conçoit et façonne la scénographie des spectacles du Tanztheater de Wuppertal. À cela s'associent les longues robes soyeuses et colorées des danseuses et les stricts costumes deux-pièces ou chemises flottantes des hommes, pour les costumes créés par Marion Cito qui participent de la signature de la chorégraphe. Ses pièces sont également marquées par les musiques du monde.
Elle travailla souvent en coordination avec son maître de ballet Alfredo Corvino, élève de quelques grands maîtres de l'expressionnisme, et son danseur historique et ami Dominique Mercy.

## Œuvres
- Fritz (création le 5 janvier 1974)

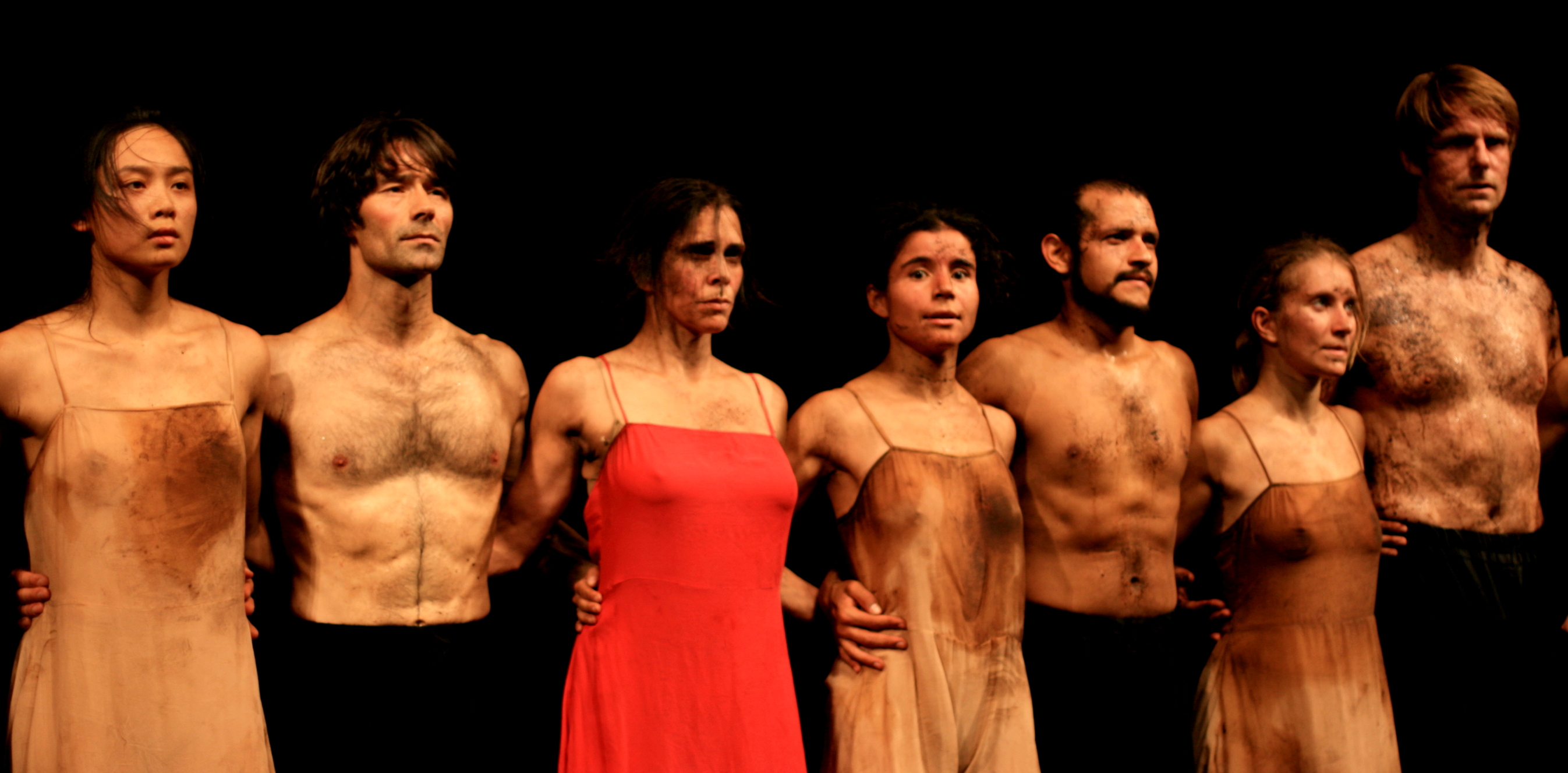
Des danseurs du Sacre du Printemps(2009)

- Iphigenie auf Tauris - Iphigénie en Tauride de Gluck (création le 21 avril 1974)
- Zwei Krawatten - Deux cravates (création le 2 juin 1974)
- Ich bring dich um die Ecke… - Adagio - Fünf Lieder von Gustav Mahler (création le 8 décembre 1974)
- Orpheus und Eurydike - Orphée et Eurydice de Gluck (création le 23 mai 1975)
- Frühlingsopfer (Wind von West - Der zweite Frühling) - Le Sacre du printemps (création le 3 décembre 1975)
- Die sieben Todsünden - Les Sept Péchés capitaux des petits bourgeois (création le 15 juin 1976)
- Blaubart - Beim Anhören einer Tonbandaufnahme von Béla Bartóks Oper „Herzogs Blaubarts Burg“ - Barbe-Bleue - En écoutant un enregistrement de l'opéra de Béla Bartók (création le 8 janvier 1977)
- Komm tanz mit mir - Viens danse avec moi (création le 26 mai 1977)
- Renate wandert aus - Renate s'en va (création le 30 décembre 1977)
- Er nimmt sie an der Hand und führt sie in das Schloß, die anderen folgen - Il la prend par la main et la conduit au château, les autres suivent (création le 22 avril 1978), reprise en 2019[8].
- Café Müller (création le 20 mai 1978)
- Kontakthof (création le 9 décembre 1978)
- Arien (création le 12 mai 1979)
- Keuschheitslegende - La Légende de la chasteté (création le 4 décembre 1979)
- 1980 - Ein Stück von Pina Bausch - Une pièce de Pina Bausch (création le 18 mai 1980)
- Bandoneon (création le 21 décembre 1980)
- Walzer - Valses (création le 17 juin 1982)
- Nelken - Les Œillets (création le 30 décembre 1982)
- Auf dem Gebirge hat man ein Geschrei gehört - Sur la montagne on entendit un hurlement (création le 13 mai 1984)
- Two Cigarettes in the Dark (création le 31 mars 1985)
- Viktor (création le 14 mai 1986)
- Ahnen - Les Ancêtres (création le 21 mars 1987)
- Die Klage der Kaiserin (Kinofilm) - La Plainte de l'impératrice (film) (sortie en 1989)
- Palermo, Palermo (création le 17 décembre 1989)
- Tanzabend II (Madrid) - Soirée de danse II (Madrid) (création le 27 avril 1991)
- Das Stück mit dem Schiff - La Pièce au bateau (création le 16 janvier 1993)
- Ein Trauerspiel - Une tragédie (création le 12 février 1994)
- Danzón (création le 13 mai 1995)
- Nur Du - Only you - Seulement toi (création le 11 mai 1996)
- Der Fensterputzer - Le Laveur de vitres (création le 12 février 1997)
- Masurca Fogo (création le 4 avril 1998)
- O Dido (création le 10 avril 1999)
- Kontakthof mit Damen und Herren ab '65 - Kontakthof pour dames et messieurs de 65 ans et plus (création le 25 février 2000)
- Wiesenland - Terre verte (création le 5 mai 2000)
- Água (création le 12 mai 2001)
- Für die Kinder von gestern, heute und morgen - Pour les enfants d'hier, d'aujourd'hui et de demain (création le 25 avril 2002)
- Nefés (création le 21 mars 2003)
- Ten Chi (création le 8 mai 2004)
- Rough Cut (création le 15 avril 2005)
- Vollmond - Pleine Lune (création le 11 mai 2006)
- Bamboo Blues - (création le 18 mai 2007)
- Sweet Mambo - (création le 30 mai 2008)
- Kontakthof pour adolescents de 14 ans et plus - (création en novembre 2008)
- ...Como el musguito en la piedra, ay si, si, si... - (création le 12 juin 2009)

## Distinctions et récompenses
- 1984 : Bessie Award à New York
- 1999 : American Dance Festival Award
- 1999 : Prix Europe pour le Théâtre[9],[10]
- 2003 :  Chevalier de la Légion d'honneur
- 2004 : marque la remise d'un Prix Nijinski du meilleur chorégraphe pour rendre hommage à sa carrière dans le monde de la danse.
- 2007 : Lion d'or pour l'ensemble de sa carrière le 20 juin 2007 dans le cadre du festival de danse de Venise organisé durant la Biennale.
- 2008 : Prix de Kyōto pour l'ensemble de sa carrière.
- 2008 : Prix Goethe
- Grand officier de l'ordre de Sant'Iago de l'Épée
- Pour le Mérite
- Commandeur de l'ordre des Arts et des Lettres

## Cinéma
Pina Bausch fut également l'héroïne de Federico Fellini dans son film E la nave va de 1982, où elle interprétait le rôle d'une princesse aveugle, rappelant son rôle d'aveugle dans Café Müller. La cinéaste Chantal Akerman a réalisé en 1983 le documentaire Un jour Pina a demandé... sur le travail de Pina Bausch. Pina Bausch a également été choisie par son ami le metteur en scène espagnol Pedro Almodóvar pour danser son célèbre Café Müller en introduction de son film Parle avec elle en 2001; on y voit également, à la fin, une scène du spectacle Masurca Fogo.
La cinéaste Lee Yanor a réalisé un « documentaire portrait » de Pina Bausch, Coffee with Pina, où l'on voit Pina reprendre son solo de Danzon par amitié pour Lee Yanor ; on la voit également dans des vidéos personnelles dansant avec un cheval que lui avait offert son ami Bartabas.
Pina Bausch réalisa également un film La Plainte de l'impératrice en 1989.
La chorégraphe, qui avait toute sa vie refusé la captation vidéo de ses spectacles, ne laisse que deux témoignages visuels de son travail. L'un à travers le film produit par François Duplat pour Bel Air Media, à savoir la reprise à l'Opéra de Paris en 2008 de l'opéra dansé Orphée et Eurydice (Pina Bausch) de Gluck. L'autre à travers la reprise de Kontakthof d'une part dans une version avec des sexagénaires qui n'ont jamais été des danseurs, et d'autre part dans une seconde version avec le film documentaire Les Rêves dansants (2010) d'Anne Linsel et Rainer Hoffmann, tourné en 2008, qui présente le processus de création de cette chorégraphe « avec des adolescents de plus de 14 ans ».
Le 6 avril 2011, sort en France le film tourné en 3D Pina de Wim Wenders en hommage à la chorégraphe, tourné après son décès, et présentant un grand nombre de reprises de ses chorégraphies filmées dans des lieux originaux.
Le 12 avril 2023, sort en France le documentaire de Florian Heinzen-Ziob, Dancing Pina.

## Hommages
- Dominique De Beir, artiste plasticienne, s'affirme influencée par la gestuelle de Pina Bausch dans l'élaboration de son œuvre[11].
- Nicola Sirkis, admirateur de la chorégraphe, et le groupe Indochine écrivent et lui dédient la chanson Wuppertal de leur album Black City Parade[12] (2013).
- La place située au niveau -3 de La Canopée des Halles est désormais appelée patio-place Pina-Bausch[13].
- Le 15 mars 2019, l'université Bordeaux-Montaigne renomme un amphithéâtre à son nom[14].
- Jean-Paul Chabrier lui a rendu hommage en écrivant Une reine en exil.

En 2019 un centre Socio Culturel du 12eme arrondissement de Paris est rebaptisé pour porter son nom, le Centre Paris Anim Pina Bausch